# Hans Zimmer
Hans Zimmer (Frankfurt am Main, 12 september 1957) is een Duits componist en muziekproducent van met name filmmuziek. Hij is een van de bekendste filmcomponisten van de moderne filmmuziek. Hij componeerde muziek voor meer dan 150 soundtracks, waaronder die van The Lion King, Gladiator, Pearl Harbor, Pirates of the Caribbean, The Last Samurai, Madagascar, The Da Vinci Code, Kung Fu Panda, The Dark Knight-trilogie, Sherlock Holmes, Inception, Man of Steel, Interstellar, Dunkirk en Dune. Voor The Lion King en Dune won hij de Oscar voor beste originele muziek.

## Levensloop

### Jeugd
Zimmer werd geboren in Frankfurt am Main en woonde de eerste jaren van zijn jeugd in Königstein im Taunus. Hij kreeg op jonge leeftijd pianoles, maar na een paar lessen gaf zijn pianoleraar er de brui aan omdat hij zich meer bezighield met improviseren dan met studeren. Ook op school hield hij zich vooral bezig met het maken van composities. Als tiener verhuisde hij naar Engeland waar hij les kreeg op de Hurtwood House School in Dorking.

### Vroege werk
Zimmer was actief in diverse rockbands. Een van de bekendste groepen waarin hij speelde was de in 1977 opgerichte Britse groep Buggles. Hij trad op in de videoclip van "Video Killed the Radio Star". Met Warren Cann van Ultravox nam hij in 1983 onder de bandnaam Helden het album Spies op. Ook schreef hij reclamejingles voor Air-Edel Associates. Zimmer kwam in contact met film door een jarenlange samenwerking met de componist Stanley Myers.

### De grote doorbraak in Hollywood
In 1988 begon Zimmer zijn carrière in de Amerikaanse filmindustrie, dankzij regisseur Barry Levinson die op zoek was naar iemand om de filmmuziek te schrijven voor de film Rain Man. Hiervoor kreeg hij zijn eerste Oscarnominatie. Meer naamsbekendheid kreeg hij vooral met de animatiefilm The Lion King dat mede te danken was door zijn bijdragen aan de dramafilm The Power of One uit 1992 waarin hij ook traditionele Afrikaanse muziek gebruikte, met Lebo M in het koor. Op basis daarvan werd Zimmer in 1994 door Walt Disney Animation Studios benaderd om filmmuziek te schrijven voor The Lion King, waarmee hij daadwerkelijk een Oscar won. In 1998 werd Zimmer de vaste huiscomponist voor DreamWorks Animation waarvan de film The Prince of Egypt zijn eerste was. In 2003 was The Last Samurai zijn honderdste film waarvoor hij de muziek schreef.

### Regisseurs
In loop der jaren heeft Zimmer regelmatig samengewerkt met de volgende filmregisseurs:
- Michael Bay met de films The Rock en Pearl Harbor.
- James L. Brooks met de films I'll Do Anything, As Good as It Gets, Spanglish en How Do You Know.
- Antoine Fuqua met de films Tears of the Sun en King Arthur.
- Ron Howard met de films Backdraft, Frost/Nixon, The Dilemma, Rush, Hillbilly Elegy, Eden en de Dan Brown boekverfilmingen The Da Vinci Code, Angels & Demons en Inferno.
- Joseph Kosinski met de films Top Gun: Maverick en F1.
- Barry Levinson met de films Rain Man, Toys, An Everlasting Piece en The Survivor.
- Penny Marshall met de films A League of Their Own, Renaissance Man, The Preacher's Wife en Riding in Cars with Boys.
- Tom McGrath met de films Megamind, The Boss Baby, The Boss Baby: Family Business en de filmreeks Madagascar.
- Steve McQueen met de films 12 Years a Slave, Widows en Blitz.
- Christopher Nolan met de films Inception, Interstellar, Dunkirk en de Batman-films Batman Begins, The Dark Knight en The Dark Knight Rises.
- Ridley Scott met de films Black Rain, Thelma & Louise, Gladiator, Hannibal, Black Hawk Down en Matchstick Men.
- Tony Scott met de films Days of Thunder, True Romance, Crimson Tide en The Fan.
- Zack Snyder met de films Man of Steel en Batman v Superman: Dawn of Justice.
- Gore Verbinski met de films The Ring, The Weather Man, Rango, The Lone Ranger en de filmreeks Pirates of the Caribbean.
- Denis Villeneuve met de films Blade Runner 2049, Dune en Dune: Part Two.

### Ander werk
In 2009 schreef Zimmer zijn eerste muziek voor een computerspel: Call of Duty: Modern Warfare 2. In 2012 schreef hij speciaal voor de 84ste Oscaruitreiking de officiële muziek. Ook speelde Zimmer bij de uitreiking in het orkest, en werd de muziek uitgebracht met de titel "Celebrate the Oscars". In 2014 schreef hij de officiële "Tomorrow Hymn" voor de tiende verjaardag van het dance-evenement Tomorrowland. In 2016 was hij verantwoordelijk voor de originele muziek voor de Volvo V90-campagne met Zlatan Ibrahimović. Ook schreef hij hetzelfde jaar muziek voor de Netflix historische dramaserie The Crown. Ook de muziek voor de BBC documentaire series Planet Earth II, Blue Planet II en Seven Worlds, One Planet komen van zijn hand. In 2018 schreef hij de officiële televisie-intromuziek ("Living Football") van het FIFA Wereldkampioenschap voetbal 2018 in Rusland. Daarnaast wordt een gedeelte van het nummer "Hummell gets the Rockets" uit de film The Rock sinds 2000 in Nederland en België gebruikt als intromuziek van het tv-programma Expeditie Robinson.

### Hollywood Walk of Fame
In 2010 kreeg hij een ster op de beroemde Hollywood Walk of Fame.

### Concerten

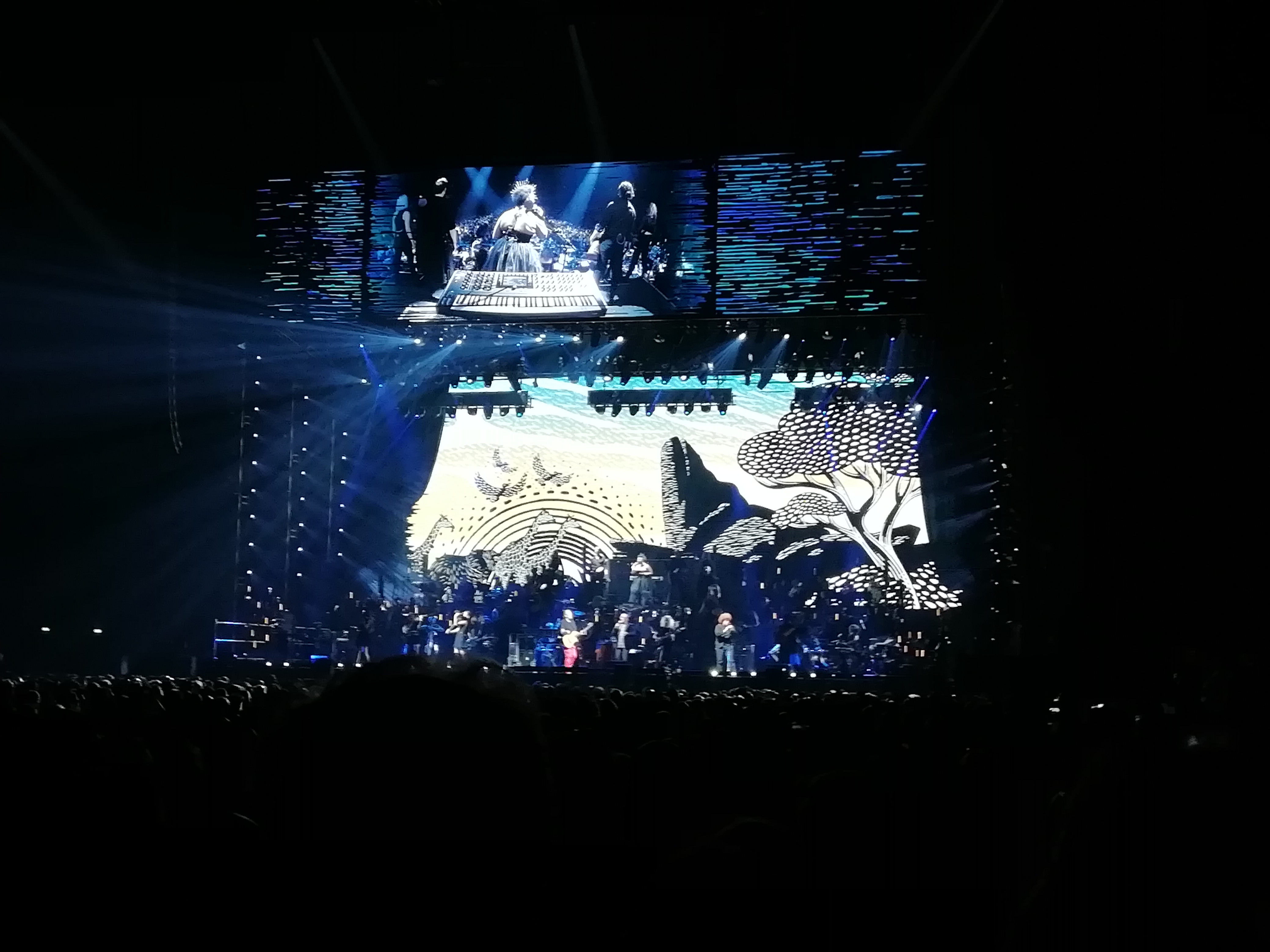
Zimmer en zijn band speelt The Lion King tijdens het concert in AccorHotels Arena in april 2022

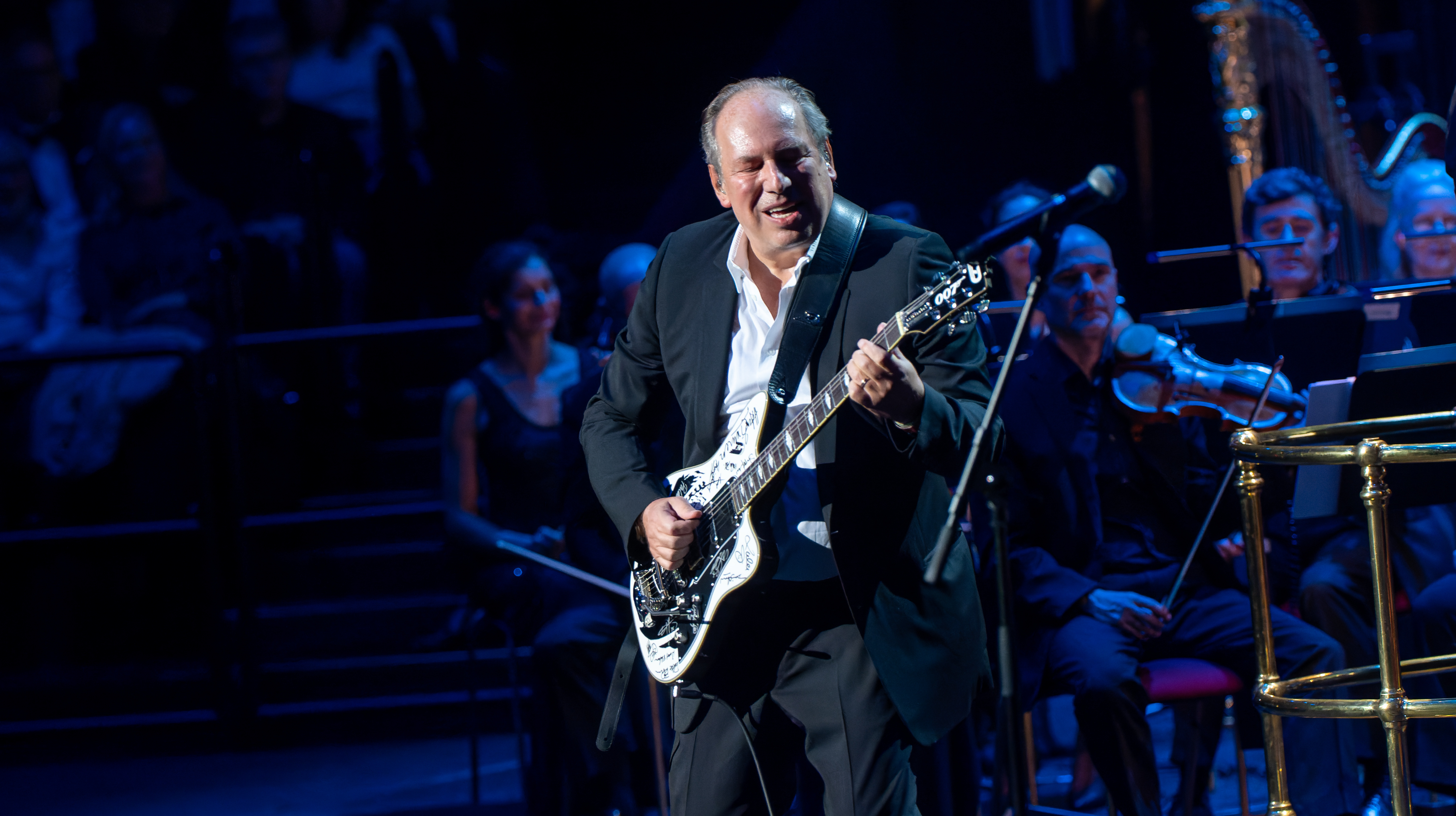
Zimmer speelt The Sound Of 007 samen met het Royal Philharmonic Orchestra in de Royal Albert Hall in oktober 2022

In 2000 gaf Zimmer op het International Filmfestival van Vlaanderen-Gent zijn eerste concert ooit. De registratie van het concert verscheen op cd, onder de titel "Wing of a Film". In 2014 gaf hij twee concerten in de Eventim Hammersmith Appollo in Londen onder de naam "Hans Zimmer Revealed & Friends" met speciale gast Pharrell Williams.
In 2016 gaf hij zijn eerste tournee door Europa, waaronder de podia Paleis 12 in Brussel en Ahoy in Rotterdam met de tournee naam "Hans Zimmer Live on Tour" en met vocale ondersteuning van onder andere Lebo M. In 2017 gaf hij ook voor het eerst een reeks concerten door de Verenigde Staten en Australië en werd zijn tournee door Europa vervolgd met podia als Sportpaleis in Antwerpen en Ziggo Dome in Amsterdam. De registratie van het concert in Praag (2016) verscheen op 3 november 2017 op cd en dvd, onder de titel "Live in Prague".
In 2021 stonden een reeks concerten gepland door Europa die een jaar werden uitgesteld vanwege de coronapandemie. In 2022 stond Zimmer twee avonden in de Ziggo Dome in Amsterdam, met vocale ondersteuning van onder andere Loire Cotler. Kort na het eerste optreden in de Ziggo Dome won Zimmer bij de 94ste Oscaruitreiking, de Oscar voor beste filmmuziek met Dune. Een maand later trad hij op in het Sportpaleis in Antwerpen. In 2023 verscheen een cd, onder de titel "Hans Zimmer Live" ofwel kortweg "Live" met de registratie van de concerten uit 2022 en kreeg hetzelfde jaar zijn tournee een vervolg in onder andere het Sportpaleis, twee avonden in de Ziggo Dome en in Ahoy.

### Remote Control Productions
In 1989 werd door Zimmer en muziekproducent Jay Rifkin de muziekstudio Media Ventures (vanaf 2003: Remote Control Productions) opgericht, die gevestigd is in Santa Monica (Californië). Componisten die als filmcomponist ooit hun carrière daar begonnen, zijn Klaus Badelt, Lorne Balfe, Ramin Djawadi, Nick Glennie-Smith, Harry Gregson-Williams, Rupert Gregson-Williams, Steve Jablonsky, Henry Jackman, Junkie XL, Trevor Morris, Heitor Pereira en John Powell.

### Privé
Zimmer's eerste vrouw was model Vicki Carolin, met wie hij een dochter heeft. Op 3 april 2020 vroeg Zimmer de scheiding aan van zijn tweede vrouw Suzanne Zimmer, met wie hij drie kinderen heeft. Op 15 juni 2023 vroeg Zimmer zijn partner Dina De Luca ten huwelijk op het podium van de O2 Arena in Londen tijdens een van zijn shows.

## Filmografie
| Jaar | Titel                                                  | Opmerkingen                                 |
| ---- | ------------------------------------------------------ | ------------------------------------------- |
| 1984 | Success Is the Best Revenge                            | met Stanley Myers                           |
| 1985 | My Beautiful Laundrette                                | met Stanley Myers                           |
| 1986 | The Zero Boys                                          | met Stanley Myers                           |
| 1986 | Separate Vacations                                     | met Stanley Myers                           |
| 1986 | The Wind                                               | met Stanley Myers                           |
| 1987 | Terminal Exposure                                      |                                             |
| 1988 | The Nature of the Beast                                | met Stanley Myers                           |
| 1988 | Taffin                                                 | met Stanley Myers                           |
| 1988 | The Fruit Machine                                      |                                             |
| 1988 | A World Apart                                          |                                             |
| 1988 | Nightmare at Noon                                      | met Stanley Myers                           |
| 1988 | Paperhouse                                             | met Stanley Myers                           |
| 1988 | Burning Secret                                         |                                             |
| 1988 | Rain Man                                               |                                             |
| 1989 | Twister                                                |                                             |
| 1989 | Black Rain                                             |                                             |
| 1989 | Diamond Skulls                                         |                                             |
| 1989 | Driving Miss Daisy                                     |                                             |
| 1990 | Chicago Joe and the Showgirl                           | met Shirley Walker                          |
| 1990 | Bird on a Wire                                         |                                             |
| 1990 | Fools of Fortune                                       |                                             |
| 1990 | Days of Thunder                                        |                                             |
| 1990 | Pacific Heights                                        |                                             |
| 1990 | Green Card                                             |                                             |
| 1991 | Thelma & Louise                                        |                                             |
| 1991 | Backdraft                                              |                                             |
| 1991 | Regarding Henry                                        |                                             |
| 1991 | K2                                                     |                                             |
| 1991 | Where Sleeping Dogs Lie                                | met Mark Mancina                            |
| 1992 | Radio Flyer                                            |                                             |
| 1992 | The Power of One                                       |                                             |
| 1992 | A League of Their Own                                  |                                             |
| 1992 | Toys                                                   |                                             |
| 1993 | Point of No Return                                     |                                             |
| 1993 | Younger and Younger                                    |                                             |
| 1993 | Calendar Girl                                          |                                             |
| 1993 | True Romance                                           |                                             |
| 1993 | Cool Runnings                                          |                                             |
| 1993 | The House of the Spirits                               |                                             |
| 1994 | I'll Do Anything                                       |                                             |
| 1994 | The Lion King                                          | met Elton John                              |
| 1994 | Renaissance Man                                        |                                             |
| 1994 | Drop Zone                                              |                                             |
| 1995 | Crimson Tide                                           |                                             |
| 1995 | Beyond Rangoon                                         |                                             |
| 1995 | Nine Months                                            |                                             |
| 1995 | Something to Talk About                                | met Graham Preskett                         |
| 1995 | Two Deaths                                             |                                             |
| 1996 | Broken Arrow                                           |                                             |
| 1996 | Muppet Treasure Island                                 |                                             |
| 1996 | The Rock                                               | met Nick Glennie-Smith                      |
| 1996 | The Fan                                                |                                             |
| 1996 | The Preacher's Wife                                    |                                             |
| 1996 | The Whole Wide World                                   | met Harry Gregson-Williams                  |
| 1997 | Smilla's Sense of Snow                                 | met Harry Gregson-Williams                  |
| 1997 | The Peacemaker                                         |                                             |
| 1997 | As Good as It Gets                                     |                                             |
| 1998 | The Prince of Egypt                                    |                                             |
| 1998 | The Thin Red Line                                      |                                             |
| 1999 | Chill Factor                                           | met John Powell                             |
| 2000 | The Road to El Dorado                                  | met Elton John en John Powell               |
| 2000 | Gladiator                                              | met Lisa Gerrard                            |
| 2000 | Mission: Impossible II                                 |                                             |
| 2000 | An Everlasting Piece                                   |                                             |
| 2001 | The Pledge                                             | met Klaus Badelt                            |
| 2001 | Hannibal                                               |                                             |
| 2001 | Pearl Harbor                                           |                                             |
| 2001 | Invincible                                             | met Klaus Badelt                            |
| 2001 | Riding in Cars with Boys                               | met Heitor Pereira                          |
| 2001 | Black Hawk Down                                        |                                             |
| 2002 | Spirit: Stallion of the Cimarron                       | met Bryan Adams                             |
| 2002 | The Ring                                               |                                             |
| 2003 | Tears of the Sun                                       |                                             |
| 2003 | Pirates of the Caribbean: The Curse of the Black Pearl | met Klaus Badelt                            |
| 2003 | Matchstick Men                                         |                                             |
| 2003 | The Last Samurai                                       |                                             |
| 2003 | Something's Gotta Give                                 |                                             |
| 2004 | King Arthur                                            |                                             |
| 2004 | Thunderbirds                                           | met Ramin Djawadi                           |
| 2004 | Shark Tale                                             |                                             |
| 2004 | Lauras Stern                                           | met Nick Glennie-Smith                      |
| 2004 | Spanglish                                              |                                             |
| 2005 | The Ring 2                                             | met Henning Lohner en Martin Tillman        |
| 2005 | Madagascar                                             |                                             |
| 2005 | Batman Begins                                          | met James Newton Howard                     |
| 2005 | Der kleine Eisbär 2 - Die geheimnisvolle Insel         | met Nick Glennie-Smith                      |
| 2005 | The Weather Man                                        | met James S. Levine                         |
| 2006 | The Da Vinci Code                                      |                                             |
| 2006 | Pirates of the Caribbean: Dead Man's Chest             |                                             |
| 2006 | The Holiday                                            |                                             |
| 2007 | Pirates of the Caribbean: At World's End               |                                             |
| 2007 | The Simpsons Movie                                     |                                             |
| 2008 | Casi Divas                                             |                                             |
| 2008 | Kung Fu Panda                                          | met John Powell                             |
| 2008 | The Dark Knight                                        | met James Newton Howard                     |
| 2008 | The Burning Plain                                      | met Omar Rodríguez-López                    |
| 2008 | Frost/Nixon                                            |                                             |
| 2008 | Madagascar: Escape 2 Africa                            | met will.i.am                               |
| 2009 | Angels & Demons                                        |                                             |
| 2009 | Sherlock Holmes                                        |                                             |
| 2009 | It's Complicated                                       | met Heitor Pereira                          |
| 2010 | Henri 4                                                | met Henry Jackman                           |
| 2010 | Inception                                              |                                             |
| 2010 | Megamind                                               | met Lorne Balfe                             |
| 2010 | How Do You Know                                        |                                             |
| 2011 | The Dilemma                                            | met Lorne Balfe                             |
| 2011 | Rango                                                  |                                             |
| 2011 | Pirates of the Caribbean: On Stranger Tides            |                                             |
| 2011 | Kung Fu Panda 2                                        | met John Powell                             |
| 2011 | Sherlock Holmes: A Game of Shadows                     |                                             |
| 2012 | Madagascar 3: Europe's Most Wanted                     |                                             |
| 2012 | The Dark Knight Rises                                  |                                             |
| 2013 | Man of Steel                                           |                                             |
| 2013 | The Lone Ranger                                        |                                             |
| 2013 | Mr. Morgan's Last Love                                 |                                             |
| 2013 | 12 Years a Slave                                       |                                             |
| 2013 | Rush                                                   |                                             |
| 2014 | Winter's Tale                                          | met Rupert Gregson-Williams                 |
| 2014 | Son of God                                             | met Lorne Balfe                             |
| 2014 | The Amazing Spider-Man 2                               | met The Magnificent Six                     |
| 2014 | Interstellar                                           |                                             |
| 2015 | Woman in Gold                                          | met Martin Phipps                           |
| 2015 | Chappie                                                |                                             |
| 2015 | Le Petit Prince                                        | met Richard Harvey                          |
| 2015 | Freeheld                                               | met Johnny Marr                             |
| 2016 | Kung Fu Panda 3                                        |                                             |
| 2016 | Batman v Superman: Dawn of Justice                     | met Junkie XL                               |
| 2016 | The Last Face                                          |                                             |
| 2016 | Inferno                                                |                                             |
| 2016 | Hidden Figures                                         | met Pharrell Williams en Benjamin Wallfisch |
| 2017 | The Boss Baby                                          | met Steve Mazzaro                           |
| 2017 | Dunkirk                                                |                                             |
| 2017 | Blade Runner 2049                                      | met Benjamin Wallfisch                      |
| 2018 | Widows                                                 |                                             |
| 2019 | X-Men: Dark Phoenix                                    |                                             |
| 2019 | The Lion King                                          |                                             |
| 2020 | The SpongeBob Movie: Sponge on the Run                 | met Steve Mazzaro                           |
| 2020 | Hillbilly Elegy                                        | met David Fleming                           |
| 2020 | Wonder Woman 1984                                      |                                             |
| 2021 | The Boss Baby: Family Business                         | met Steve Mazzaro                           |
| 2021 | Dune                                                   |                                             |
| 2021 | The Survivor                                           |                                             |
| 2021 | No Time to Die                                         | met Billie Eilish                           |
| 2021 | Army of Thieves                                        | met Steve Mazzaro                           |
| 2021 | The Unforgivable                                       | met David Fleming                           |
| 2022 | Top Gun: Maverick                                      | met Harold Faltermeyer en Lady Gaga         |
| 2022 | The Son                                                |                                             |
| 2023 | Are You There God? It's Me, Margaret.                  |                                             |
| 2023 | The Creator                                            |                                             |
| 2024 | Dune: Part Two                                         |                                             |
| 2024 | Kung Fu Panda 4                                        | met Steve Mazzaro                           |
| 2024 | Eden                                                   |                                             |
| 2024 | Blitz                                                  |                                             |
| 2025 | F1                                                     |                                             |

## Overige producties

### Computerspellen
| Jaar | Titel                          | Opmerkingen     |
| ---- | ------------------------------ | --------------- |
| 2009 | Call of Duty: Modern Warfare 2 | met Lorne Balfe |
| 2011 | Crysis 2                       | met Lorne Balfe |
| 2011 | Skylanders: Spyro's Adventure  | met Lorne Balfe |
| 2015 | Honor of Kings                 | met Lorne Balfe |
| 2017 | Arena of Valor                 | met Lorne Balfe |
| 2018 | Bless Online                   | met Lorne Balfe |
| 2018 | FIFA 19                        | met Lorne Balfe |
| 2024 | Dragon Age: The Veilguard      | met Lorne Balfe |

### Televisiefilms
| Jaar | Titel       | Opmerkingen |
| ---- | ----------- | ----------- |
| 1985 | Wild Horses |             |
| 1987 | Comeback    |             |

### Televisieseries
| Jaar | Titel                                        | Opmerkingen                                                           |
| ---- | -------------------------------------------- | --------------------------------------------------------------------- |
| 1988 | First Born                                   |                                                                       |
| 1993 | Space Rangers                                | met Mark Mancina                                                      |
| 1994 | The Critic                                   |                                                                       |
| 1996 | High Incident                                |                                                                       |
| 2000 | Die Motorrad-Cops: Hart am Limit             |                                                                       |
| 2003 | Threat Matrix                                | met Steve Jablonsky                                                   |
| 2005 | The Contender                                | met Steve Jablonsky                                                   |
| 2010 | The Pacific                                  | miniserie, met Geoff Zanelli en Blake Neely                           |
| 2013 | The Bible                                    | miniserie, met Lorne Balfe                                            |
| 2015 | Sons of Liberty                              | miniserie, met Lorne Balfe                                            |
| 2015 | A.D. The Bible Continues                     | miniserie, met Lorne Balfe                                            |
| 2015 | Saints & Strangers                           | miniserie, met Lorne Balfe                                            |
| 2016 | The Crown                                    | met Rupert Gregson-Williams, Lorne Balfe en Martin Phipps (2016-2023) |
| 2017 | Genius                                       | met Lorne Balfe (2017-2018)                                           |
| 2021 | Around the World in 80 Days                  | met Christian Lundberg                                                |
| 2022 | The Calling                                  | met Steve Mazzaro                                                     |
| 2022 | La Nuit où Laurier Gaudreault s'est réveillé | miniserie, met David Fleming                                          |
| 2024 | The Tattooist of Auschwitz                   | miniserie, met Kara Talve                                             |
| 2024 | Twilight of the Gods                         | met Omer Benyamin en Steven Doar                                      |
| 2025 | Virdee                                       | met James Everingham                                                  |
| 2025 | Chief of War                                 | met James Everingham                                                  |

### Documentaires
| Jaar | Titel                | Opmerkingen     |
| ---- | -------------------- | --------------- |
| 1998 | The Last Days        |                 |
| 2011 | Jealous of the Birds |                 |
| 2013 | Brave Miss World     |                 |
| 2018 | Believer             |                 |
| 2020 | Rebuilding Paradise  | met Lorne Balfe |

### Documentaire series
| Jaar | Titel                                          | Opmerkingen                               |
| ---- | ---------------------------------------------- | ----------------------------------------- |
| 1992 | Millennium: Tribal Wisdom and the Modern World | met Mark Mancina                          |
| 2010 | Through the Wormhole                           | met Jacob Shea (2010-2017)                |
| 2016 | Planet Earth II                                | met Jacob Shea en Jasha Klebe             |
| 2017 | Blue Planet II                                 | met Jacob Shea en David Fleming           |
| 2019 | Seven Worlds, One Planet                       | met Jacob Shea                            |
| 2022 | Prehistoric Planet                             | met Anže Rozman en Kara Talve (2022-2023) |
| 2022 | Frozen Planet II                               | met Adam Lukas en James Everingham        |
| 2023 | Planet Earth III                               | met Jacob Shea en Sara Barone             |
| 2025 | The Americas                                   | met Anže Rozman en Kara Talve             |

### Korte films
| Jaar | Titel                                      | Opmerkingen                                 |
| ---- | ------------------------------------------ | ------------------------------------------- |
| 1986 | Vardo                                      |                                             |
| 1990 | Arcadia                                    |                                             |
| 1991 | To the Moon, Alice                         |                                             |
| 2008 | Kung Fu Panda: Secrets of the Furious Five | met John Powell en Henry Jackman            |
| 2010 | Kung Fu Panda Holiday                      | met John Powell en Henry Jackman            |
| 2011 | Megamind: The Button of Doom               | met Lorne Balfe                             |
| 2011 | Standing Up for Freedom                    | met Lorne Balfe                             |
| 2011 | Kung Fu Panda: Secrets of the Masters      | met John Powell en Lorne Balfe              |
| 2012 | The Longest Daycare                        | met James Dooley                            |
| 2015 | Les bosquets                               | met Pharrell Williams en Benjamin Wallfisch |
| 2016 | Kung Fu Panda: Secrets of the Scroll       | met Lorne Balfe                             |
| 2023 | The Calm                                   |                                             |

### Additionele muziek
Als aanvullende componist.

#### Films
| Jaar | Titel                               | Opmerkingen                              |
| ---- | ----------------------------------- | ---------------------------------------- |
| 1982 | Moonlighting                        | voor Stanley Myers                       |
| 1983 | Eureka                              | voor Stanley Myers                       |
| 1984 | Histoire d'O: Chapitre 2            | voor Stanley Myers                       |
| 1985 | Insignificance                      | voor Stanley Myers                       |
| 1986 | Castaway                            | voor Stanley Myers                       |
| 1988 | Prisoner of Rio                     | voor Luiz Bonfá                          |
| 1991 | White Fang                          | voor Basil Poledouris                    |
| 1993 | Sniper                              | voor Gary Chang                          |
| 1994 | Monkey Trouble                      | voor Mark Mancina                        |
| 1996 | White Squall                        | voor Jeff Rona                           |
| 1998 | Armageddon                          | voor Trevor Rabin                        |
| 2003 | Johnny English                      | voor Edward Shearmur                     |
| 2009 | Transformers: Revenge of the Fallen | voor Steve Jablonsky                     |
| 2013 | Captain Phillips                    | voor Henry Jackman                       |
| 2014 | Transformers: Age of Extinction     | voor Steve Jablonsky                     |
| 2016 | A Cure for Wellness                 | voor Benjamin Wallfisch                  |
| 2024 | Mufasa: The Lion King               | voor David Metzger en Lin-Manuel Miranda |

### Muziek- / soundtrackproducent
Aan deze projecten was hij ook muziekproducent. Bij sommige films heeft hij ook aanvullende muziek gecomponeerd.

#### Computerspellen
| Jaar | Titel             | Opmerkingen      |
| ---- | ----------------- | ---------------- |
| 2013 | Beyond: Two Souls | voor Lorne Balfe |

#### Films
| Jaar | Titel                                                  | Opmerkingen                                   |
| ---- | ------------------------------------------------------ | --------------------------------------------- |
| 1985 | The Lightship                                          | voor Stanley Myers                            |
| 1987 | The Last Emperor                                       | voor Cong Su, Ryuichi Sakamoto en David Byrne |
| 1996 | Twister                                                | voor Mark Mancina                             |
| 1997 | Face/Off                                               | voor John Powell                              |
| 1997 | The Borrowers                                          | voor Harry Gregson-Williams                   |
| 1998 | With Friends Like These...                             | voor John Powell                              |
| 1998 | Antz                                                   | voor Harry Gregson-Williams en John Powell    |
| 1999 | Endurance                                              | voor John Powell                              |
| 2001 | I Am Sam                                               | voor John Powell                              |
| 2003 | Pirates of the Caribbean: The Curse of the Black Pearl | voor Klaus Badelt                             |
| 2004 | Ella Enchanted                                         | voor Nick Glennie-Smith                       |
| 2004 | House of D                                             | voor Geoff Zanelli                            |
| 2005 | The Island                                             | voor Steve Jablonsky                          |
| 2006 | Ask the Dust                                           | voor Heitor Pereira en Ramin Djawadi          |
| 2006 | Curious George                                         | voor Heitor Pereira                           |
| 2006 | Over the Hedge                                         | voor Rupert Gregson-Williams                  |
| 2006 | Urmel aus dem Eis (Impy's Island)                      | voor James Dooley                             |
| 2006 | The Prestige                                           | voor David Julyan                             |
| 2007 | August Rush                                            | voor Mark Mancina                             |
| 2007 | Bee Movie                                              | voor Rupert Gregson-Williams                  |
| 2008 | Vantage Point                                          | voor Atli Örvarsson                           |
| 2008 | Babylon A.D.                                           | voor Atli Örvarsson                           |
| 2008 | Iron Man                                               | voor Ramin Djawadi                            |
| 2008 | Monsters vs. Aliens                                    | voor Henry Jackman                            |
| 2010 | Prince of Persia: The Sands of Time                    | voor Harry Gregson-Williams                   |
| 2010 | A Nightmare on Elm Street                              | voor Steve Jablonsky                          |
| 2010 | Despicable Me                                          | voor Heitor Pereira en Pharrell Williams      |
| 2010 | Clash of the Titans                                    | voor Ramin Djawadi                            |
| 2011 | X-Men: First Class                                     | voor Henry Jackman                            |
| 2011 | The Eagle                                              | voor Atli Örvarsson                           |
| 2012 | Ted                                                    | voor Walter Murphy                            |
| 2012 | Battleship                                             | voor Steve Jablonsky                          |
| 2012 | Abraham Lincoln: Vampire Hunter                        | voor Henry Jackman                            |
| 2012 | Bullet to the Head                                     | voor Steve Mazzaro                            |
| 2013 | Hansel and Gretel: Witch Hunters                       | voor Atli Örvarsson                           |
| 2014 | Divergent                                              | voor Junkie XL                                |
| 2015 | Terminator Genisys                                     | voor Lorne Balfe                              |
| 2016 | 13 Hours: The Secret Soldiers of Benghazi              | voor Lorne Balfe                              |
| 2016 | The Edge of Seventeen                                  | voor Atli Örvarsson                           |
| 2017 | Rings                                                  | voor Matthew Margeson                         |
| 2020 | The Rhythm Section                                     | voor Steve Mazzaro                            |
| 2024 | Damsel                                                 | voor David Fleming                            |

#### Televisieseries
| Jaar | Titel        | Opmerkingen                                 |
| ---- | ------------ | ------------------------------------------- |
| 2005 | Blood+       | voor Mark Mancina (2005-2006)               |
| 2017 | The Simpsons | voor Alf Clausen en Kara Talve (2017-heden) |
| 2019 | Der Pass     | voor Jacob Shea                             |

## Prijzen en nominaties

### Academy Awards (Oscars)
| Jaar | Titel               | Categorie                             | Uitslag     |
| ---- | ------------------- | ------------------------------------- | ----------- |
| 1989 | Rain Man            | Beste filmmuziek                      | Genomineerd |
| 1995 | The Lion King       | Beste filmmuziek                      | Gewonnen    |
| 1997 | The Preacher's Wife | Beste muzikale of komische filmmuziek | Genomineerd |
| 1998 | As Good as It Gets  | Beste muzikale of komische filmmuziek | Genomineerd |
| 1999 | The Prince of Egypt | Beste muzikale of komische filmmuziek | Genomineerd |
| 1999 | The Thin Red Line   | Beste dramatische filmmuziek          | Genomineerd |
| 2001 | Gladiator           | Beste filmmuziek                      | Genomineerd |
| 2010 | Sherlock Holmes     | Beste filmmuziek                      | Genomineerd |
| 2011 | Inception           | Beste filmmuziek                      | Genomineerd |
| 2015 | Interstellar        | Beste filmmuziek                      | Genomineerd |
| 2018 | Dunkirk             | Beste filmmuziek                      | Genomineerd |
| 2022 | Dune                | Beste filmmuziek                      | Gewonnen    |

### BAFTA Awards
| Jaar | Titel                          | Categorie                | Uitslag     |
| ---- | ------------------------------ | ------------------------ | ----------- |
| 1992 | Thelma & Louise                | Beste filmmuziek         | Genomineerd |
| 1995 | The Lion King                  | Beste filmmuziek         | Genomineerd |
| 2001 | Gladiator                      | Beste filmmuziek         | Genomineerd |
| 2009 | The Dark Knight                | Beste filmmuziek         | Genomineerd |
| 2010 | Call of Duty: Modern Warfare 2 | Beste computerspelmuziek | Genomineerd |
| 2011 | Inception                      | Beste filmmuziek         | Genomineerd |
| 2014 | 12 Years a Slave               | Beste filmmuziek         | Genomineerd |
| 2015 | Interstellar                   | Beste filmmuziek         | Genomineerd |
| 2017 | Planet Earth II                | Beste televisiemuziek    | Genomineerd |
| 2018 | Blade Runner 2049              | Beste filmmuziek         | Genomineerd |
| 2018 | Dunkirk                        | Beste filmmuziek         | Genomineerd |
| 2022 | Dune                           | Beste filmmuziek         | Gewonnen    |

### Emmy Awards
| Jaar | Titel                      | Categorie | Uitslag                        |
| ---- | -------------------------- | --- | ------------------------------ |
| 2010 | The Pacific                | Beste compositie voor een miniserie, film of special, voor "part 10"                                                          | Genomineerd                    |
| 2017 | Genius                     | Beste titelmuziek | Genomineerd                    |
| 2023 | Prehistoric Planet         | Beste compositie voor een documentaireserie of special (originele dramatische partituur), voor "Badlands"                     | Genomineerd                    |
| 2024 | Planet Earth III           | Beste compositie voor een documentaireserie of special (originele dramatische partituur), voor "Extremes"                     | Genomineerd                    |
| 2024 | The Tattooist of Auschwitz | Beste compositie voor een beperkte of anthologieserie, film of special (originele dramatische partituur), voor "Aflevering 1" | Genomineerd                    |
| 2024 | The Tattooist of Auschwitz | Beste originele muziek en songteksten, voor "Love Will Survive"                                                               | Genomineerd                    |
| 2025 | The Americas               | Beste compositie voor een documentaireserie of special (originele dramatische partituur), voor "The Andes"                    | Uitreiking op 7 september 2025 |

### Golden Globe Awards
| Jaar | Titel                            | Categorie                      | Uitslag     |
| ---- | -------------------------------- | ------------------------------ | ----------- |
| 1995 | The Lion King                    | Beste filmmuziek               | Gewonnen    |
| 1999 | The Prince of Egypt              | Beste filmmuziek               | Genomineerd |
| 2001 | Gladiator                        | Beste filmmuziek               | Gewonnen    |
| 2002 | Pearl Harbor                     | Beste filmmuziek               | Genomineerd |
| 2003 | Spirit: Stallion of the Cimarron | Beste filmsong, voor Here I Am | Genomineerd |
| 2004 | The Last Samurai                 | Beste filmmuziek               | Genomineerd |
| 2005 | Spanglish                        | Beste filmmuziek               | Genomineerd |
| 2007 | The Da Vinci Code                | Beste filmmuziek               | Genomineerd |
| 2009 | Frost/Nixon                      | Beste filmmuziek               | Genomineerd |
| 2011 | Inception                        | Beste filmmuziek               | Genomineerd |
| 2014 | 12 Years a Slave                 | Beste filmmuziek               | Genomineerd |
| 2015 | Interstellar                     | Beste filmmuziek               | Genomineerd |
| 2017 | Hidden Figures                   | Beste filmmuziek               | Genomineerd |
| 2018 | Dunkirk                          | Beste filmmuziek               | Genomineerd |
| 2022 | Dune                             | Beste filmmuziek               | Gewonnen    |
| 2025 | Dune: Part Two                   | Beste filmmuziek               | Genomineerd |

### Grammy Awards
| Jaar | Titel                                      | Categorie                                                                    | Uitslag     |
| ---- | ------------------------------------------ | ---------------------------------------------------------------------------- | ----------- |
| 1991 | Driving Miss Daisy                         | Beste instrumentale compositie voor film of televisie                        | Genomineerd |
| 1995 | The Lion King                              | Beste muziekalbum voor kinderen                                              | Gewonnen    |
| 1995 | The Lion King                              | Beste instrumentaal arrangement met zang, voor Circle of Life (filmversie)   | Gewonnen    |
| 1995 | The Lion King                              | Beste instrumentale compositie voor film of televisie                        | Genomineerd |
| 1996 | Crimson Tide                               | Beste instrumentale compositie voor film of televisie                        | Gewonnen    |
| 2000 | The Prince of Egypt                        | Beste soundtrackalbum                                                        | Genomineerd |
| 2001 | Gladiator                                  | Beste partituur soundtrackalbum voor film, televisie of andere visuele media | Genomineerd |
| 2007 | The Da Vinci Code                          | Beste partituur soundtrackalbum voor film, televisie of andere visuele media | Genomineerd |
| 2007 | Pirates of the Caribbean: Dead Man's Chest | Beste partituur soundtrackalbum voor film, televisie of andere visuele media | Genomineerd |
| 2009 | The Dark Knight                            | Beste partituur soundtrackalbum voor film, televisie of andere visuele media | Gewonnen    |
| 2010 | Sherlock Holmes                            | Beste partituur soundtrackalbum voor film, televisie of andere visuele media | Genomineerd |
| 2011 | Inception                                  | Beste partituur soundtrackalbum voor film, televisie of andere visuele media | Genomineerd |
| 2013 | The Dark Knight Rises                      | Beste partituur soundtrack voor visuele media                                | Genomineerd |
| 2016 | Interstellar                               | Beste partituur soundtrack voor visuele media                                | Genomineerd |
| 2018 | Dunkirk                                    | Beste partituur soundtrack voor visuele media                                | Genomineerd |
| 2018 | Hidden Figures                             | Beste partituur soundtrack voor visuele media                                | Genomineerd |
| 2019 | Blade Runner 2049                          | Beste partituur soundtrack voor visuele media                                | Genomineerd |
| 2020 | The Lion King                              | Beste compilatiesoundtrack voor visuele media                                | Genomineerd |
| 2020 | The Lion King                              | Beste partituur soundtrack voor visuele media                                | Genomineerd |
| 2022 | Dune                                       | Beste partituur soundtrack voor visuele media                                | Genomineerd |
| 2023 | No Time to Die                             | Beste partituur soundtrack voor visuele media                                | Genomineerd |
| 2023 | Top Gun: Maverick                          | Beste compilatiesoundtrack voor visuele media                                | Genomineerd |
| 2025 | Dune: Part Two                             | Beste partituur soundtrack voor visuele media                                | Gewonnen    |
| 2025 | The Tattooist of Auschwitz                 | Beste lied geschreven voor visuele media, voor "Love Will Survive"           | Genomineerd |

## Andere onderscheidingen

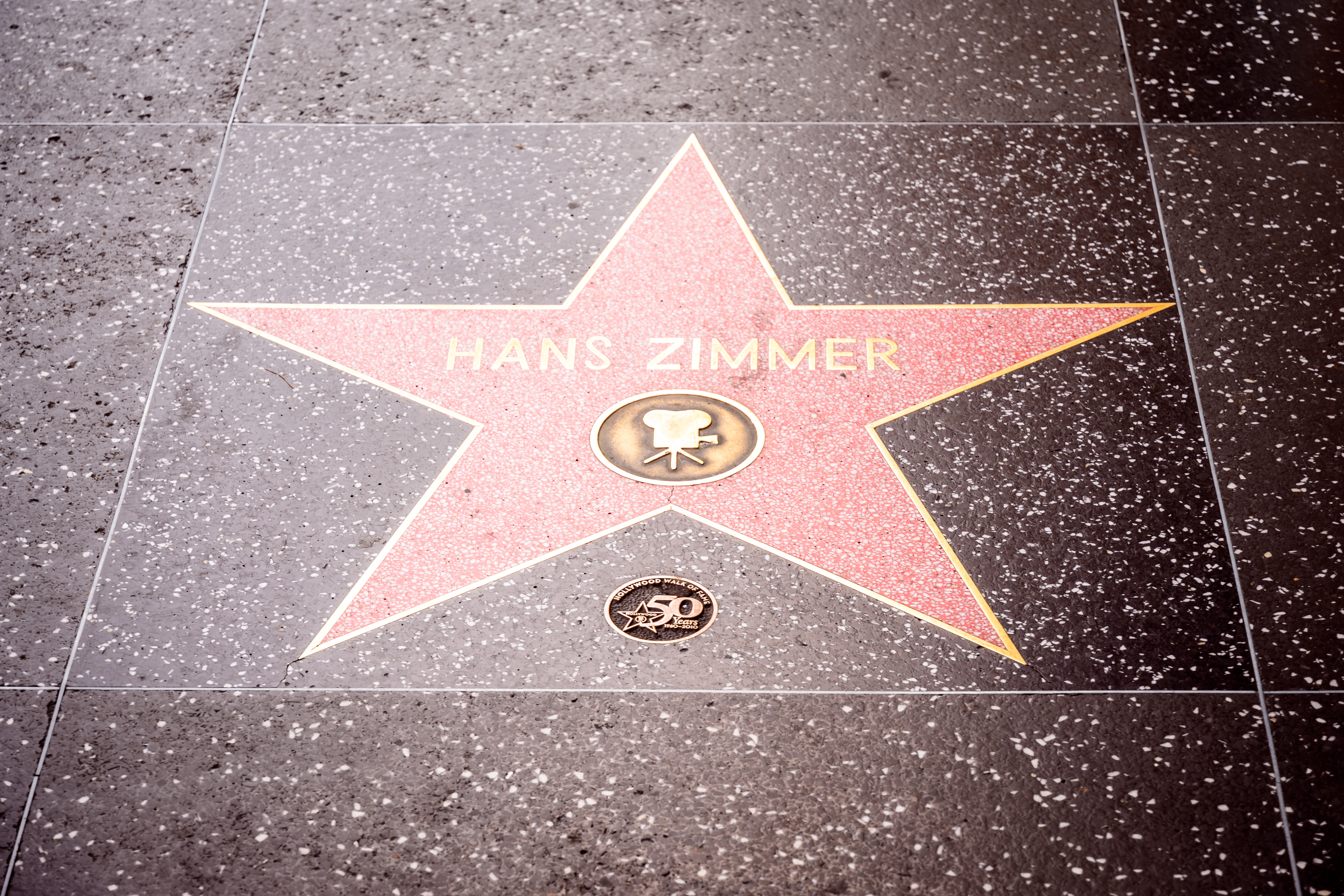
De ster van Zimmer op de Hollywood Walk of Fame

- In 2005 won hij, samen met Nick Glennie-Smith, de Prijs van de Duitse Filmkritiek in de categorie "beste filmmuziek" met Der kleine Eisbär 2 – Die geheimnisvolle Insel.[1]
- In 2007 werd Zimmer opgenomen in The Daily Telegraph-lijst van de 100 beste levende genieën.
- Op 8 december 2010 kreeg Zimmer de 2426ste ster op de Hollywood Walk of Fame in het hart van Hollywood (6908 Hollywood Boulevard).
- Op 12 april 2011 kreeg Zimmer een ster op de Boulevard der Stars op de Potsdammer Platz in Berlijn.
- Op 22 oktober 2011 ontving Zimmer een World Soundtrack Award voor beste originele filmmuziek van het jaar met Inception.
- In 2016 was Zimmer een van de inaugurele winnaars van de Stephen Hawking Medal for Science Communication.
- In november 2017 werd door de Poolse astronomen Michal Kusiak en Michal Zolnowski een planetoïde ontdekt ((495253) 2013 OC8), ook wel genaamd Hanszimmer.
- Op 2 oktober 2018 ontving Zimmer de Orde van Verdienste van de Bondsrepubliek Duitsland.
- Op 18 november 2018 ontving Zimmer de Max Steiner Film Music Achievement Award tijdens het filmmuziekgala Hollywood in Vienna.
- In 2019 werd Zimmer ingewijd als Disney Legends.

## Hitlijsten

### Albums
| Album met eventuele hitnotering(en) in de Nederlandse Album Top 100 | Datum van verschijnen | Datum van binnenkomst | Hoogste positie | Aantal weken | Opmerkingen                          |
| ------------------------------------------------------------------- | --------------------- | --------------------- | --------------- | ------------ | ------------------------------------ |
| The Lion King                                                       | 30-05-1994            | 03-12-1994            | 6               | 62           | met Elton John / soundtrack          |
| The Prince of Egypt                                                 | 17-11-1998            | 16-01-1999            | 77              | 4            | met Stephen Schwartz / soundtrack    |
| Gladiator                                                           | 25-04-2000            | 03-06-2000            | 57              | 12           | met Lisa Gerrard / soundtrack        |
| Hannibal                                                            | 06-02-2001            | 10-03-2001            | 70              | 4            | soundtrack                           |
| Pearl Harbor                                                        | 22-05-2001            | 21-07-2001            | 91              | 4            | soundtrack                           |
| Spirit: Stallion of the Cimarron                                    | 04-05-2002            | 03-08-2002            | 22              | 12           | met Bryan Adams / soundtrack         |
| Pirates of the Caribbean: The Curse of the Black Pearl              | 22-07-2003            | 06-09-2003            | 69              | 5            | met Klaus Badelt / soundtrack        |
| The Da Vinci Code                                                   | 09-05-2006            | 27-05-2006            | 99              | 1            | soundtrack                           |
| Pirates of the Caribbean: Dead Man's Chest                          | 04-07-2006            | 15-07-2006            | 53              | 8            | soundtrack                           |
| Pirates of de Caribbean: At World's End                             | 22-05-2007            | 26-05-2007            | 42              | 5            | soundtrack                           |
| The Dark Knight                                                     | 15-07-2008            | 09-08-2008            | 55              | 2            | met James Newton Howard / soundtrack |
| Pirates of the Caribbean: On Stranger Tides                         | 17-05-2011            | 21-05-2011            | 76              | 1            | met Rodrigo y Gabriela / soundtrack  |
| The Dark Knight Rises                                               | 17-07-2012            | 21-07-2012            | 34              | 4            | soundtrack                           |
| Interstellar                                                        | 17-11-2014            | 22-11-2014            | 66              | 1            | soundtrack                           |
| Batman v Superman: Dawn of Justice                                  | 18-03-2016            | 26-03-2016            | 86              | 1            | met Junkie XL / soundtrack           |
| The Lion King                                                       | 11-07-2019            | 20-07-2019            | 10              | 12           | soundtrack                           |
| No Time to Die                                                      | 01-10-2021            | 09-10-2021            | 25              | 1            | soundtrack                           |
| Top Gun: Maverick                                                   | 27-05-2022            | 18-06-2022            | 85              | 1            | met Harold Faltermeyer en Lady Gaga  |

| Album met hitnotering(en) in de Vlaamse Ultratop 200 albums | Datum van verschijnen | Datum van binnenkomst | Hoogste positie | Aantal weken | Opmerkingen                                                                |
| ----------------------------------------------------------- | --------------------- | --------------------- | --------------- | ------------ | -------------------------------------------------------------------------- |
| The Lion King                                               | 30-05-1994            | 01-04-1995            | 13              | 126*         | met Elton John / soundtrack                                                |
| The Rock                                                    | 07-06-1996            | 14-09-1996            | 49              | 1            | met Nick Glennie-Smith / soundtrack                                        |
| Gladiator                                                   | 25-04-2000            | 02-09-2000            | 46              | 1            | met Lisa Gerrard / soundtrack                                              |
| Hannibal                                                    | 06-02-2001            | 17-03-2001            | 35              | 5            | soundtrack                                                                 |
| Pearl Harbor                                                | 22-05-2001            | 16-06-2001            | 21              | 12           | soundtrack                                                                 |
| Spirit: Stallion of the Cimarron                            | 04-05-2002            | 13-07-2002            | 6               | 12           | met Bryan Adams / soundtrack                                               |
| The Last Samurai                                            | 25-11-2003            | 31-01-2004            | 27              | 9            | soundtrack                                                                 |
| King Arthur                                                 | 20-07-2004            | 14-08-2004            | 54              | 7            | soundtrack                                                                 |
| The Da Vinci Code                                           | 09-05-2006            | 27-05-2006            | 23              | 7            | soundtrack                                                                 |
| Pirates of the Caribbean: Dead Man's Chest                  | 04-07-2006            | 22-07-2006            | 37              | 13           | soundtrack                                                                 |
| Pirates of the Caribbean: At World's End                    | 22-05-2007            | 02-06-2007            | 17              | 10           | soundtrack                                                                 |
| The Dark Knight                                             | 15-07-2008            | 02-08-2008            | 68              | 3            | met James Newton Howard / soundtrack                                       |
| Angels & Demons                                             | 22-05-2009            | 13-06-2009            | 95              | 1            | met Joshua Bell / soundtrack                                               |
| Inception                                                   | 13-07-2010            | 31-07-2010            | 69              | 3            | soundtrack                                                                 |
| Pirates of the Caribbean: On Stranger Tides                 | 17-05-2011            | 21-05-2011            | 43              | 5            | met Rodrigo y Gabriela / soundtrack                                        |
| The Dark Knight Rises                                       | 17-07-2012            | 21-07-2012            | 40              | 10           | soundtrack                                                                 |
| Man of Steel                                                | 11-06-2013            | 22-06-2013            | 62              | 4            | soundtrack                                                                 |
| The Amazing Spider-Man 2                                    | 22-04-2014            | 03-05-2014            | 141             | 1            | met The Magnificent Six feat. Pharrell Williams & Johnny Marr / soundtrack |
| Interstellar                                                | 17-11-2014            | 29-11-2014            | 30              | 43           | soundtrack                                                                 |
| Le Petit Prince                                             | 24-07-2015            | 01-08-2015            | 120             | 2            | met Richard Harvey / soundtrack                                            |
| Batman v Superman: Dawn of Justice                          | 18-03-2016            | 26-03-2016            | 45              | 9            | met Junkie XL / soundtrack                                                 |
| Inferno                                                     | 14-10-2016            | 22-10-2016            | 124             | 2            | soundtrack                                                                 |
| Planet Earth II                                             | 11-11-2016            | 19-11-2016            | 196             | 1            | met Jacob Shea en Jasha Klebe / soundtrack                                 |
| Hans Zimmer - The Classics                                  | 13-01-2017            | 21-01-2017            | 73              | 19           | verzamelalbum                                                              |
| Dunkirk                                                     | 21-07-2017            | 29-07-2017            | 50              | 6            | soundtrack                                                                 |
| Blade Runner 2049                                           | 05-10-2017            | 14-10-2017            | 56              | 15           | met Benjamin Wallfisch / soundtrack                                        |
| Live in Prague                                              | 03-11-2017            | 11-11-2017            | 67              | 4            | livealbum                                                                  |
| The World of Hans Zimmer - A Symphonic Celebration          | 15-03-2019            | 23-03-2019            | 38              | 12           | livealbum                                                                  |
| The Lion King                                               | 11-07-2019            | 20-07-2019            | 7               | 28           | soundtrack                                                                 |
| Dune                                                        | 17-09-2021            | 25-09-2021            | 103             | 3            | soundtrack                                                                 |
| No Time to Die                                              | 01-10-2021            | 09-10-2021            | 10              | 4            | soundtrack                                                                 |
| Top Gun: Maverick                                           | 27-05-2022            | 04-06-2022            | 18              | 34           | met Harold Faltermeyer en Lady Gaga                                        |
| Live                                                        | 03-03-2023            | 11-03-2023            | 33              | 3            | livealbum                                                                  |
| Dune: Part Two                                              | 23-02-2024            | 09-03-2024            | 26              | 6            | soundtrack                                                                 |
| The World of Hans Zimmer - Part II: A New Dimension         | 31-01-2025            | 08-02=2025            | 74              | 3            | livealbum                                                                  |

### Singles
| Single met eventuele hitnotering(en) in de Nederlandse Top 40 | Datum van verschijnen | Datum van binnenkomst | Hoogste positie | Aantal weken | Opmerkingen                                    |
| ------------------------------------------------------------- | --------------------- | --------------------- | --------------- | ------------ | ---------------------------------------------- |
| Now We Are Free                                               | 2000                  | 07-04-2001            | tip9            | -            | met Lisa Gerrard / Nr. 75 in de Single Top 100 |

| Single met hitnotering(en) in de Vlaamse Ultratop 50 | Datum van verschijnen | Datum van binnenkomst | Hoogste positie | Aantal weken | Opmerkingen                   |
| ---------------------------------------------------- | --------------------- | --------------------- | --------------- | ------------ | ----------------------------- |
| Jack's Suite                                         | 2007                  | 16-06-2007            | tip21           | -            |                               |
| He's a Pirate                                        | 2017                  | 17-06-2017            | 35              | 4            | vs. Dimitri Vegas & Like Mike |

### Dvd's
| Dvd's met hitnoteringen in de Nederlandse DVD Music Top 30 | Datum van verschijnen | Datum van binnenkomst | Hoogste positie | Aantal weken | Opmerkingen |
| ---------------------------------------------------------- | --------------------- | --------------------- | --------------- | ------------ | ----------- |
| Live in Prague                                             | 2017                  | 11-11-2017            | 3               | 73           |             |

| Dvd's met hitnoteringen in de Vlaamse Ultratop muziek-dvd top 10/20 | Datum van verschijnen | Datum van binnenkomst | Hoogste positie | Aantal weken | Opmerkingen |
| ------------------------------------------------------------------- | --------------------- | --------------------- | --------------- | ------------ | ----------- |
| Live in Prague                                                      | 2017                  | 11-11-2017            | 4               | 26           |             |

## Overzicht van samenwerkingen met artiesten en acts
- Bryan Adams
- Herb Alpert
- Ron Aspery
- Aurora
- Kevin Ayers
- Bastille
- Jeff Beck
- Joshua Bell
- Mary J. Blige
- Andrea Bocelli
- Jason Bonham
- Miguel Bosé
- Moya Brennan
- Miquel Brown
- Buggles
- Larry Bunker
- David Byrne
- Camila Cabello
- Ann Marie Calhoun
- Camille
- Warren Cann
- Danny Carey
- Vinnie Colaiuta
- Loire Cotler
- David Coverdale
- Billy Currie
- Captain Sensible
- Tina Charles
- Zdravko Čolić
- The Damned
- Terence Trent D'Arby
- Doja Cat
- Geoff Downes
- Anne Dudley
- Sheila E.
- Nathan East
- Duane Eddy
- Billie Eilish
- Mike Einziger
- Pedro Eustache
- Harold Faltermeyer
- Gary Foster
- Juan Garcia-Herreros
- Art Garfunkel
- Djivan Gasparyan
- Lisa Gerrard
- Ellie Goulding
- Guthrie Govan
- Zaine Griff
- Tina Guo
- Amir John Haddad
- Herbie Hancock
- Beth Hart
- Pete Haycock
- Ofra Haza
- Imogen Heap
- Trevor Horn
- Billy Idol
- Imagine Dragons
- Luís Jardim
- Jean-Michel Jarre
- Elton John
- Grace Jones
- Jim Keltner
- Alicia Keys
- Carole King
- Krisma
- Marty Kristall
- Lady Gaga
- Kendrick Lamar
- Lang Lang
- Lard
- Lebo M
- Edie Lehmann Boddicker
- Ian Levine
- Los Lobos
- Baaba Maal
- Johnny Marr
- Nile Marr
- Bobby McFerrin
- Mecano
- Mocedades
- Pat Metheny
- Mariko Muranaka
- Danielle de Niese
- Sally Oldfield
- Rusanda Panfili
- Michel Polnareff
- Graham Preskett
- Radiohead
- Satnam Ramgotra
- Raye
- Dan Reynolds
- Emil Richards
- John Robinson
- Rodrigo y Gabriela
- Ryuichi Sakamoto
- Paloma San Basilio
- Arturo Sandoval
- Sia
- Chad Smith
- Barbra Streisand
- Aleksandra Šuklar
- Evelyn Thomas
- Martin Tillman
- Don Toliver
- Fiachra Trench
- Eddie Vedder
- Tony Visconti
- Andreas Vollenweider
- Wendy and Lisa
- Mel Wesson
- will.i.am
- Pharrell Williams
- Robbie Williams
- Wonderwall